# Мушкетер (фільм, 2001)
«Мушкетер» (англ. The Musketeer) — американська пригодницька драма 2001 року режисера Пітера Хаямса, знятий за мотивами роману Олександра Дюма «Три мушкетери».

## Сюжет
Д'Артаньян, після вбивства його неозброєних батьків Фебре, людиною в чорному, бажає стати королівським мушкетером, одним із захисників короля Людовика XIII. Після прибуття в Париж, він дізнається, що мушкетери були розформовані за наказом кардинала Рішельє, який узурпував владу і керує королем як хоче за допомогою свого ставленика Фебре. Д'Артаньян знайомиться з трьома колишніми мушкетерами: Арамісом, Атосом та Портосом і переконує їх повалити владу кардинала...

## У ролях
| Актор              | Роль                    |
| ------------------ | ----------------------- |
| Джастін Чемберс    | Д’Артаньян              |
| Тім Рот            | Фебре, людина в чорному |
| Стівен Рі          | Кардинал Рішельє        |
| Міна Суварі        | Франческа Бонасьє       |
| Катрін Денев       | Анна Австрійська        |
| Ян-Грегор Кремп    | Атос                    |
| Стів Спірс         | Портос                  |
| Нік Моран          | Араміс                  |
| Даніель Месгіш     | Луї XIII                |
| Девід Скофілд      | Шарль-Сезар де Рошфор   |
| Жан-П'єр Кастальді | Планше                  |
| Майкл Берн         | Тревіль                 |